# Arnis Vecvagars
Arnis Vecvagars (Riga, 12 aprile 1974) è un ex cestista e allenatore di pallacanestro lettone.

## Palmarès

### Giocatore
- Campionato lettone: 4

Ventspils: 2002-03, 2003-04, 2004-05
ASK Rīga: 2006-07